# St. Laurent

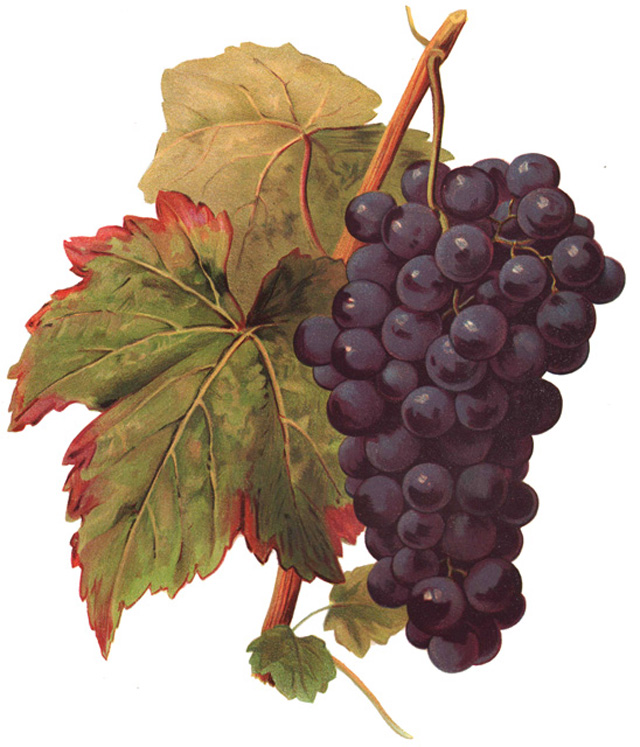
St. Laurent im Buch von Viala & Vermorel

St. Laurent ist eine hocharomatische Rotweinsorte der Burgunderfamilie.

## Abstammung, Herkunft
Die Rebe ist ein natürlicher Burgundersämling.
Der Ursprung der Sorte liegt höchstwahrscheinlich in Frankreich (eventuell Elsass), als eher unwahrscheinlich gilt Niederösterreich.
Eine Theorie ist, dass der St. Laurent Mitte des 19. Jahrhunderts durch den deutschen Apotheker und Weinbaupionier Johann Philipp Bronner aus Frankreich nach Deutschland eingeführt wurde und sich von dort aus die Rebsorte in die Nachbarländer verbreitete. Insbesondere sein Sohn Carl Bronner hat sich große Verdienste um die Verbreitung der Rebsorte erworben, der sie auch als „non plus ultra“ aller Traubensorten bezeichnete.
Im Pflanzplan der Weinbauschule Klosterneuburg datiert aus dem Jahr 1862, angelegt und gegründet vom Stift Klosterneuburg im Jahr 1860, wurde sie erstmals mit dem Namen „St. Laurenztraube“ ausgepflanzt und verbreitet. Eine frühere urkundliche Erwähnung des Rebsortennamens „Saint Laurenz“ in Österreich stammt aus dem Jahr 1856, in der Sortimentsliste des Rebschulbesitzers Johann Baumgartner aus Gumpoldskirchen bei Wien. Auch hier ist als ursprüngliche Quelle Johann Philipp Bronner erkennbar.
Die erste genauere ampelographische Beschreibung eines Österreichers erfolgte durch den Steirer Franz Xaver Trummer im Jahr 1855, jedoch ohne Angabe eines Anbaugebietes. Er beschreibt die Rebsorte mit dem Namen „Blauer St. Laurent“, die er als französische Traubenart bezeichnet. Seine Beschreibung und Bezeichnung wurde weiters von der Ampelographischen Kommission aufgenommen. Da es mehrere Rebsorten im deutschsprachigen Raum mit der Bezeichnung Laurenzitraube (oder ähnliche Namen) gab, war aufgrund der Verwechslungsgefahr der Name St. Laurent geeigneter. Zudem wurde in der Kommission festgelegt, dass jener Name gewählt wird, den die Rebsorte in ihrem vermutlichen Herkunftsgebiet trägt. Da hier Frankreich angenommen wurde, war es folglich logisch, dass sich die französische Form durchsetzte.
In Österreich, Tschechien und Slowakei kommt sie noch relativ häufig vor.
Der Name rührt möglicherweise von der Essreife der ersten Beeren um den Laurenzitag (10. August) her. Schon im späten 19. Jhd. führte die Namensgebung zur Verwirrung. In einer Anfrage im „Praktischen Ratgeber im Obst- und Gartenbau“ ging man diesem Problem auf den Grund. Hier wird erläutert, dass der Name Lorenztraube oder auch Laurentiustraube ursprünglich der Rebsorte Früher Blauer Burgunder galt, weil diese Sorte bereits am Namenstag des Heiligen Lorenz reif wird. Ein weiterer Name dieser Rebsorte war auch Jakobitraube (25. Juli). Laut der weiteren Erläuterung führt Carl Bronner jedoch eine andere/eigene Sorte/Züchtung, die er „St. Laurent“ benannt hat. Diese reift auch früh, jedoch erst Anfang September, frühestens Ende August, verfügt aber über hervorragende Eigenschaften. Es war früher üblich, dass wohlklingende und etablierte Namen auf andere Rebsorten übertragen wurden. Dass die Gemeinde Saint-Laurent im Médoc etwas mit der Namensgebung zu tun hat, wird für ausgeschlossen gehalten.

## Ampelografische Merkmale
- Die Triebspitze ist gelblich grün und weißwollig behaart.
- Der Wuchs ist stark und aufrecht.
- Das Blatt ist derb, wenig gebuchtet, mittelgroß, gewellt, glänzend.
- Die Traube ist mittelgroß, länglich, dichtbeerig mit kleinen, hartschaligen, schwarzblau gefärbten, mittelgroßen ovalen Beeren.
- Die Reife ist mittelfrüh.

## Ansprüche und Ertrag
Die Rebe benötigt gute Lagen mit tiefgründigen, kalkhaltigen, mittelschweren, aber nicht zu schweren und zu fruchtbaren Böden. Der Ertrag ist mittelhoch, aber unsicher.

## Verbreitung
Weltweit wird Sankt Laurent auf 3.664 ha kultiviert.

### Österreich
Die Sorte hat in Österreich seit 1999 mit 415 ha, bis 2009 eine starke Ausweitung auf 778 ha erfahren. Ab 2009 ist die Anbaufläche auf 724 ha (2015) zurückgegangen und ist in den Weinbaugebieten Thermenregion und Neusiedlersee besonders häufig vertreten.
Die Rebflächen in Österreich verteilten sich im Jahr 2009 wie folgt auf die einzelnen Anbaugebiete:
| Weinbaugebiet           | Fläche ha |
| ----------------------- | --------- |
| Wachau                  | 12        |
| Kremstal                | 17        |
| Kamptal                 | 47        |
| Traisental              | 4         |
| Wagram                  | 17        |
| Weinviertel             | 79        |
| Carnuntum               | 23        |
| Thermenregion           | 148       |
| Neusiedler See          | 334       |
| Neusiedlersee-Hügelland | 49        |
| Mittelburgenland        | 22        |
| Südburgenland           | 0,7       |
| Wien                    | 9         |
| Südoststeiermark        | 7         |
| Südsteiermark           | 7         |
| Weststeiermark          | 0         |
| Summe Österreich 2009   | 778       |

### Deutschland
Die Rebsorte war in Deutschland lange Zeit Bestandteil des gemischten Satzes im Weinbau, aber seit den 1950er Jahren nahezu ausgestorben. Die restliche Rebfläche soll gerade noch 27 Hektar betragen haben. Mit der Renaissance des Rotweins dort gegen Ende des 20. Jahrhunderts kam auch diese alte Sorte zu neuen Ehren. In Deutschland waren im Jahr 2010 657 ha (= 0,7 % der deutschen Rebfläche) mit der Rebsorte St. Laurent bestockt, nachdem im Jahr 2001 nur 185 Hektar erhoben wurden.
Die Rebflächen in Deutschland verteilten sich im Jahr 2015 wie folgt auf die einzelnen Anbaugebiete:
| Weinbaugebiet          | Fläche ha |
| ---------------------- | --------- |
| Baden                  | 14        |
| Franken                | 4         |
| Hessische Bergstraße   | 6         |
| Mosel                  | 11        |
| Nahe                   | 20        |
| Pfalz                  | 295       |
| Rheingau               | 6         |
| Rheinhessen            | 291       |
| Württemberg            | 5         |
| Summe Deutschland 2007 | 643       |

### Andere Länder
- Tschechische Republik 1291 ha
- Slowakei 939 ha
- Ungarn 1 ha

## Wein
Qualitätsmäßig liegt der St. Laurent zwischen dem anspruchslosen Portugieser und dem hochwertigen Spätburgunder oder Pinot noir. Seine Beeren sind weniger dünnhäutig und damit nicht so anfällig für Verletzungen wie die des Spätburgunders. Der Wein ist von mittlerem Körper und weist einen intensiven Duft nach Waldbeeren und Schwarzkirschen auf.

## Synonyme
Blauer Saint Laurent, Chvartser, Laourentstraoube, Laurentzitraube, Laurenzitraube, Laurenztraube, Lorentstraube, Lorenztraube, Lovrecanka Crna, Lovrenac Crni, Lovricanka, Lovrijenac, Lovrijenac Crni, Magdalena Nera, Pinot St. Laurent, Saint Laurent Noir, Saint Lorentz, Sankt Laurent, Sankt Lorenztraube, Sant Lorentz, Schwarzer, Schwarzer Lorenztraube, Sent Lovrenka, Sentlovrenka, Shentlovrenka, Shvartser, St. Laurent, Svaetovavrinecke, Svaety Lorinc, Svati Vavrinetz, Svätovavrinecké, Svatovavrinetske, Svatovavrinetzke, Svaty Vavrinec, Szent Loerinc, Szent Loerinczi, Szent Loerine, Szentloerinc, Vavrinak, Vavrinecke.

## Neuzüchtungen
Die rote Rebsorte Zweigelt ist eine österreichische Neuzüchtung aus dem Jahr 1922 von Friedrich Zweigelt (1888–1964), dem späteren Direktor der Bundesversuchsanstalt für Wein- und Obstbau Klosterneuburg (1938–1945), aus St. Laurent und Blaufränkisch. Die Zweigeltrebe ist die häufigste rote Rebsorte in Österreich. André entstammt wie der Zweigelt einer Kreuzung zwischen Blaufränkisch und St. Laurent. Die Sorte ist im tschechischen Velké Pavlovice / Großpawlowitz im Jahr 1961 entstanden und seit 1980 in die staatliche Sortenliste der Tschechischen Republik eingetragen. Gezüchtet wurde sie von Jaroslav Horák (1922–1994) am Institut Šlechtitelská stanice vinařská ve Velkých Pavlovicích.
Neronet ist ebenfalls eine rote Rebsorte. Die Kreuzung der Neuzüchtung erfolgte durch Vilém Kraus (deutsche Schreibweise: Wilhelm Kraus) an der Fakultät für Garten- und Landschaftsbau der Mendel-Universität für Land- und Forstwirtschaft Brünn in Lednice, Tschechien. Neronet ist eine Kreuzung von (St. Laurent x Blauer Portugieser) x (Alicante Bouschet x Cabernet Sauvignon).
Gm 6494 (oder auch Geisenheim 6494) war eine Sämlingspopulation, die im Jahre 1964 durch Vilém Kraus aus den Rebsorten Zarya Severa x St. Laurent gekreuzt wurde. Kraus bot die Sämlinge Helmut Becker (1927–1990), damals an der Forschungsanstalt Geisenheim tätig, an, der die Bedeutung dieses Materials erkannte und es züchterisch in Nachkommenschaftsprüfungen weiterbearbeitete. Aus der Sämlingspopulation Gm 6494 wurde der Sämling ‘Gm 6494-5’ aufgrund seiner besonderen Leistungsfähigkeit ausgelesen und später unter dem Sortennamen Rondo als eigenständige Rebsorte vermehrt und in die Praxis gebracht. Über die Kreuzung Gm 6494 ging der St. Laurent in die Neuzüchtungen Bronner, Baron, Cabernet Carbon, Prior und Souvignier gris ein.